# Огоя
Ого́я (болг. Огоя) — село в Софійській області Болгарії. Входить до складу общини Своге.

## Населення
За даними перепису населення 2011 року у селі проживали 99 осіб.
Національний склад населення села:
| Національність   | Кількість осіб | Відсоток |
| ---------------- | -------------- | -------- |
| болгари          | 88             | 91,7%    |
| цигани           | 7              | 7,3%     |
| Всього відповіли | 96             |          |

Розподіл населення за віком у 2011 році:
Динаміка населення: